# سلسفي ناعم
السلسفي الناعم (باللاتينية: Scorzonera mollis) نوع نباتي ينتمي إلى جنس السلسفي من الفصيلة النجمية.

## الموئل والانتشار
موطنه تركيا. ذكر موتيرد أن هذا النبات موجود في بلاد الشام وكذا يظهره المرفق العالمي لمعلومات التنوع الحيوي.

## مرادفات للاسم العلمي
- (باللاتينية: Podospermum villosum DC.)
- (باللاتينية: Scorzonera ambigua DC.)
- (باللاتينية: Scorzonera rumelica Velen.)